# Франсуа Льоклєр дю Тромблє
Франсуá Льоклєр дю Тромблє (Франсуá Леклéрк дю Трамблé) (фр. François Leclerc du Tremblay), відомий як барон де Маффліє, згодом — за своїм релігійним ім'ям отець Йосип (отець Жозéф) (4 листопада 1577 — 18 грудня 1638) — політичний діяч, монах-капуцин, сірий кардинал за кардинала Рішельє.
Один з найкращих дипломатів Європи того часу, багато в чому забезпечив перемогу Франції в Тридцятилітній війні, підготував остаточне падіння Ла Рошелі і французьких протестантів. Був секретарем і найближчим помічником кардинала Рішельє.

## Ранні роки
Франсуа Леклер дю Трамбле, дворянин за походженням, був старшим сином Жана Леклера дю Трамбле, що належав до чиновного дворянства, «дворянства мантії». Батько майбутнього вершителя європейської політики служив канцлером при дворі молодшого сина короля Генріха II і Катерини Медічі герцога Алансонського, займав пост президента Паризького парламенту (вищий королівський суд) і виконував важливі дипломатичні доручення французької корони. Мати його, Марі Мотье да Ла Файет, походила з родовитої і багатої провінційної сім'ї.
У дитинстві він отримав чудову класичну освіту в Парижі, виявивши неабиякі здібності. Коли Франсуа було десять років, вчителі доручили йому вимовити годинну промову пам'яті Ронсара латиною перед великою аудиторією. Варто відзначити, що якби ця аудиторія зрозуміла його, він міг би вимовити не менше ефектну промову грецькою мовою, яку він вивчив майже в такому ж ранньому віці.
У 1595 році для завершення освіти, як і належало юнакові з хорошої сім'ї, Франсуа здійснив тривалу подорож по Італії. За кордоном Франсуа не втрачав часу дарма. У Флоренції він навчався італійської мови, фехтування і, головне, мистецтву верхової їзди, яким у той час славилися італійці. Він був чудовим наїзником, обожнював коней і знав усі тонкощі кінного спорту, але пізніше змушений був пожертвувати своєю пристрастю заради релігійного покликання, бо капуцинам дозволено пересуватися лише пішим способом і босоніж.
З Флоренції він вирушив до Риму, де отримав можливість дещо дізнатися про папське дипломатичне відомство. Рушивши назад на північ, Франсуа зупинявся в Лоретто з релігійних причин; в Болоньї, щоб відвідати університет; у Феррарі, щоб засвідчити повагу герцогу та ознайомитися з музеєм його високості природної історії; і нарешті, в Падуї, де він пробув довше, вивчаючи юриспруденцію.
Листи до матері, написані ним у той час, зникли, тож невідомо, чи познайомився Франсуа з Галілеєм, що викладав тоді в Падуї, і які теми обговорювалися на тих неформальних зустрічах, які влаштовували у себе вдома викладачі в ненавчальні години.
З Падуї молодий чоловік проїхав у Венецію, яка дала притулок безлічі вчених-емігрантів з Візантії і була найкращим місцем у Європі для вивчення грецької мови. Потім він вирушив через Альпи до Німеччини і дізнався, як виглядала ця країна до Тридцятилітньої війни. Не минуло в цілому й року, як він повернувся в Париж.
Коли молодого барона де Маффліє представили до двору, він справив там чудове враження. Габрієль д'Естре, молода фаворитка короля Генріха IV (вона була всього двома роками старше Франсуа), назвала його «французьким Цицероном наших днів». Монарх висловлювався не настільки захоплено, але теж звернув прихильну увагу на юнака. Франсуа виділявся не тільки аристократичною і дещо хижою красою, він був, крім того, дуже розумний, вів себе не по роках обачно, володів вишуканими манерами, міг підтримувати захоплюючу бесіду про що завгодно, але при цьому ніколи не втрачав стриманості, не забував про обережність, за допомогою якої контролював свій ентузіазм і уяву.
Франсуа провів при дворі цілий рік. Досвід був цінний. У цій луврській школі життя з вельми інтенсивним навчанням він отримав різні корисні уроки: навчився слухати з шанобливим інтересом нудні придворні розмови; радісно терпіти високошляхетних дурнів; говорити тонкі компліменти дамам, чиї декольте викликали в нього неприйняття (вже в той час він почав замислюватися про чернецтво); вивуджувати відомості у інформованих, не виглядаючи зацікавленим; відрізняти істотне від несуттєвого, могутніх від пихатих. Для майбутнього державного секретаря і дипломата ці знання були безцінні.
У 1595 вирішив розпочати військову кар'єру.

## Військова кар'єра
Спочатку Франсуа Леклер дю Трамбле, плануючи зробити класичну тоді для молодої людини зі шляхетної родини кар'єру військового, брав участь в облозі Ам'єна в 1597 році. Цю добре споряджену фортецю, зрадницьки здану іспанцям прихильниками Ліги, тепер осаджувала французька армія під командуванням коннетабля Монморансі. Монморансі був чоловіком побічної дочки Генріха II, яка двадцять років тому люб'язно погодилася стати хрещеною матір'ю Франсуа Леклера дю Трамбле. Коннетабль взяв парубка під свою опіку і був надзвичайно задоволений тим, як він поводився протягом усієї облоги. Люди стали говорити, що з молодого барона де Маффліє вийде першокласний воїн.
Однак у Генріха IV були союзники, без чиєї згоди він не міг укласти мир. Найважливішим серед цих союзників була Єлизавета Англійська, у якої були свої причини бажати продовження військових дій. Коли Ам'єн упав, це стало прекрасним приводом завершити війну, від якої і Генріх IV і Філіп II неабияк втомилися. Щоб домогтися її згоди на мир, Генріх IV відрядив до Лондона спеціальне посольство на чолі з досвідченим дипломатом Юро де Месом, далеким родичем Франсуа дю Трамбле, який супроводжував Юро де Меса як секретар. Восени 1597 спеціальне посольство прибуло до Англії. Молодому секретарю пророкували блискуче дипломатичне майбутнє.

## Лондонський період
Для людини, що бажала розширити свою освіченість, Лондон був справді знахідкою. При дворі знаходилися освічені й навіть учені люди, з якими можна було говорити латиною про Еразма Ротердамського, про «Іліаду» і нове видання Авла Геллія. Єлизаветинська драма переживала розквіт, і видатних іноземних гостей часто запрошували на вистави.
Тим часом Юро де Мес усередині вів переговори з королевою і її міністрами; Франсуа ж мав можливість вивчати дипломатію в дії і зсередини. І нарешті, була сама Єлизавета, бути поруч з якою стало обов'язком аташе. Вона, у свою чергу, із задоволенням розмовляла з красивою молодою людиною, прекрасно вихованою і чудово володіючою мертвими і живими мовами, які Єлизавета сама добре знала і якими любила розмовляти. Відома історія, коли Франсуа дю Трамбле висловив їй у зв'язку із цим своє захоплення, Єлизавета відповіла у властивій їй манері: немає нічого чудового в тому, щоб навчити жінку розмовляти, важче змусити її тримати язик за зубами.
Для будь-якого іншого парубка коротке відвідування Лондона було б всього лише забавою і, можливо, повчальною пригодою. Таким воно було і для Франсуа в перший тиждень або два. Він був схвильований незвичністю всього побаченого, задоволений своїм успіхом, зачарований людьми, з якими йому довелося зустрітися. Йому було приємно в Англії, і йому подобалися англійці. Але саме тому, що вони йому подобалися, радість від спілкування із ними раптом зникла.

Ось як писав Хакслі про думки дю Трамбле в цей час: 
«Ці приємні, доброзичливі люди, що говорили латиною із таким чудово смішним акцентом, — всі вони єретики і тому приречені. Уся нація приречена. Мільйони чоловіків, жінок і дітей занурилися в духовний морок, з якого тільки одна дорога, — і веде вона прямо до вічних мук. Франсуа вжахнула ця думка, і давнє відчуття хиткості і ілюзорності того, що зазвичай називають щастям, марноти людських бажань повернулося з подвоєною силою. Подивіться на цих англійців! Як безтурботно проводять вони час, немов все у них добре! Через кілька коротких років усі вони опиняться в пеклі. Що до нього самого, добре Провидіння зумовило йому народитися католиком. Але навіть ця неоціненна вдача не гарантує справжнього щастя. Він врятований лише потенційно. До самої останньої миті його життя гріх може знищити результати хрещення. Пекло не визначене йому з певністю, як Єлизаветі, старому Берлі та іншим англійцям, але цей жахливий фінал для нього можливий і навіть вірогідний при його нинішньому світському способі життя. Багатство, почесті, військова слава, гладенька увага короля, компліменти королівської коханої — чого варті такі дрібниці, якщо порівнювати їх із вічним спасінням і виконанням Божої волі на землі?»

## Релігійна діяльність
Франсуа рано перейнявся сильним релігійним почуттям і спрагою боротьби з протестантами — єретиками і невірними. З такими думками барон де Маффліє повернувся на батьківщину в перші тижні 1598. Прибувши до Парижа, він відразу вирушив до свого сповідника. Після бесід про справжнє призначення людини, про віру і шлях до порятунку Франсуа, мабуть, знайшов відповідь.
Він різко змінив свої погляди, відрікся від світу і вирішив стати картезіанським ченцем.
Спочатку барон де Маффліє звернув свій погляд, спраглий смиренності, аскези, заперечення себе і повного єднання з Богом, на монастир Гранд Шартрез в пагорбах над Греноблем. Картезіанці — це середньовічна імітація раннього єгипетського чернецтва, вибудувана святим Бруно, проіснувала майже без змін кілька століть, «ніколи не реформуючись, тому що ніколи не деформувалася». У ті часи картезіанців вважали дещо відсталими від життя, коли старі релігійні організації енергійно модернізувалися і створювалося безліч нових.
Вибір молодої людини, ймовірно, частково був зумовлений ще дитячим враженням від візиту в паризький монастир картезіанців. Почасти, можливо тому, що, прийнявши постриг у картезіанців, він зробив би акт найбільш повного самозаперечення, яке було йому доступне. Адже саме до відходу від свого Его, до жертовності прагнув ревний дю Трамбле.
Це не означає, що статут картезіанського ордена був суворіший від усіх інших. Капуцини, наприклад, поводилися зі своїми тілами з не меншою суворістю. Але капуцини активно контактували зі світом, зокрема займалися місіонерською діяльністю, тоді як картезіанці жили затворниками і майже в повному мовчанні.
Такій людині, як молодий барон де Маффліє, з його бурхливим темпераментом, енергією і діяльним розумом, цей відхід від світу людей повинен був представлятися остаточним і абсолютним принесенням в жертву власного «Я». Він прагнув до самітницького життя і вимушеної бездіяльності саме тому, що знав: винести це йому буде найважче.

Отже, він вирушив, твердо вирішивши пожертвувати всіма своїми схильностями. Але по дорозі трапилося щось, що змінило його наміри. 
«Він почув внутрішній голос, що наказував йому негайно повернутися до Парижу і не йти в монастир, не отримавши спершу згоди матері. Він послухався. Святий Бруно втратив ченця, зате його придбав святий Франциск, а кардинал Рішельє — державного секретаря у закордонних справах», 
— так написав про цей переломний момент Франсуа французький історик Фанье.
Однак мадам Леклер не збиралася допомагати своєму старшому синові піти зі світу, де він цілком міг розраховувати на блискучу військову або адміністративну кар'єру. Більше того, вона давно вела переговори про багату наречену з хорошої сім'ї, і переговори ці йшли до успішного завершення. З приданим Франсуа міг відновити добробут сім'ї, який сильно похитнувся після смерті пана дю Трамбле, міг купити гарне місце для молодшого брата і подбати про те, щоб його сестра знайшла пристойного чоловіка. Не кажучи вже про те, скільки можливостей відкривали гроші для нього самого. Кілька місяців мати вперто намагалася змусити сина відмовитися від його плану, Франсуа так само вперто його захищав.
У результаті справа закінчилася важкою хворобою психосоматичного генезу. Стрес від неможливості компромісу між синівською відданістю і покликанням призвів до того, що Франсуа мало не вирушив безпосередньо до Бога, єднання з яким він так жадав. Нарешті материнська любов у мадам Леклер взяла верх над честолюбством. Неохоче і з застереженнями вона пішла на компроміс. Вона дозволить йому піти в монастир за умови, що він вибере такий орден, де статут дозволить їм бачитися. Таким чином душевний конфлікт був усунутий, і Франсуа відразу став одужувати.
З непримиренного супротивника його планів мадам Леклер перетворилася на найгарячішого прихильника. Від світського життя вона пішла в побожність, в якій син зміцнював її довгими і численними духовними настановами. Вона присвятила себе богоугодним справам. Нагородою їй у цьому світі було те, що вона побачила за життя сходження отця Жозефа до таких висот кар'єри, про які вона й мріяти не могла б, якби він був бароном де Маффліє.
Після деяких сумнівів Франсуа передумав щодо картезіанців і зупинився на ордені капуцинів, і був відправлений в обитель послушників в Орлеані.
2 лютого 1595 він надів рясу францисканського послушника. А на початку 1599 прийняв постриг в Орлеанському монастирі ордена капуцинів. Ставши членом ордена, отець Жозеф вдарився в релігійне життя з великим запалом, став відомим проповідником і реформатором, розвинув активну діяльність щодо викорінення протестантизму, а також повернення католицьких монастирів у католицизм. Особливо це стосувалося жіночих обителей.
Багато монастирів жили нехай і не скандальним, але надзвичайно мирським життям. Обителі перетворилися в щось на зразок закритих заміських клубів для жінок. З трьох чернечих обітниць обітниці цнотливості дотримувалися неухильно, обітниці послуху — абияк, обітниці бідності взагалі не дотримувалися. Черниці зберігали свої доходи, майно та слуг.
Порівняння з дорогими клубами особливо напрошувалося, бо на чолі монастирів зазвичай стояли матері-настоятельки з аристократичних родин, пов'язаних спорідненістю з королівською родиною. Молодий чернець отець Жозеф, присланий для інспекцій в обителі, завжди справляв сприятливе враження на цих високошляхетних монахинь. Прагнення і побожність зразкові, розсудливість не поступається запалу, але що ще важливіше, під рваною рясою і кудлатою бородою переховувався аристократ, чудово освічений і з бездоганними манерами. Колишніх дворян не буває: нічим не можна було приховати, що нинішній отець Жозеф перш був бароном де Маффліє. Вельможі, міністри корони, принци та принцеси крові — ось кому було легко з цим незвичайним ченцем. Він був один з них, він був членом касти. Крім того, за словами сучасника, «його бесіда була захоплюючою, а обходження з людьми благородним — нескінченно спритним».
Так отець Жозеф з метою реорганізації монастирського життя у 1606 році за підтримки папи Павла V створив «зразковий» жіночий чернечий орден дочок Св. Хреста і заснував обитель кальваріанок поблизу Фонтевро в Пуату, де настоятелькою стала Антуанетта Орлеанська. Отець Жозеф навіть сам написав посібник з діяльності ордена для монахинь і склав для них спеціальний молитовник. Цій обителі він завжди приділяв багато уваги і сил протягом усього життя.
Пізніше отець Жозеф був призначений коад'ютором провінціала Турени, а трохи пізніше сам став провінціалом. У Турську провінцію ордена капуцинів входили не тільки околиці Тура, а й вся область Пуату і велика частина Бретані і Нормандії. Ставши охоронцем величезної території, отець Жозеф вважав своїм обов'язком особисто познайомитися з кожним ченцем усередині її кордонів.

За статутом ордена монахи-капуцини могли пересуватися тільки пішки. На початку XVII в. країну покривали величезні ліси, такі ж дикі, як ті, крізь які продирався Цезар під час галльських війн. Значна частина відкритої місцевості залишалася неосушеною. Великі території були малярійними болотами, затопленими весь рік, крім найспекотніших місяців. Дороги мало відрізнялися від місцевості, по якій пролягали, а в негоду робилися важкі навіть для вершників, а вже для пішоходів і зовсім не прохідні. Але тим не менш «начальник» капуцинів Турени виконував свої обов'язки неухильно. П'єр Бенуа пише: 
«Ченці провінції поважали отця Жозефа за твердість дій, згладжену дивовижною лагідністю і смиренням у поводженні. Зловживання вчасно усувалися, дисципліна насаджувалася, необхідні стягнення і покарання неухильно накладалися, але неодмінно з м'якістю і проникненням в характер дійових осіб».

## Політичний дебют
Отець Жозеф займався не лише монастирями і ченцями, він увійшов у «дорослу дипломатію». Через Рішельє і королеву-матір Марію Медічі політика вже кликала його до себе. І ось раптово, в останні тижні 1615, вона його оточила. Отець Жозеф раптом опинився в центрі громадянської війни і в становищі людини, яка повинна вести переговори про врегулювання.
Після вбивства Генріха IV влада у Франції перейшла до його вдови, яка стала регентшею при малолітньому Людовику XIII. Судячи з портретів Марії Медічі і свідченнями її сучасників і істориків, це була розкішно одягнена «повна дурепа», як у прямому, так і в фігуральному сенсі, а свідчення її правління це тільки доводять. Відсутність розуму доповнювалося майже протиприродною холодністю темпераменту. Єдиними її пристрастями були влада, якою вона не вміла користуватися, і дорогі дрібнички, особливо коштовні камені, через які вона робила мільйонні борги і запозичення з державної скарбниці. Вона була байдужою дружиною, цнотливою вдовою і неуважною, навіть безсердечної матір'ю.
У Франції XVII століття божественне право монарха було невід'ємною частиною народної психології. Тому церковників і знать не любили не тільки як гнобителів, але ще й тому, що вони не ставилися з належною шанобливістю до короля.
У 1614 році на засіданні Генеральних штатів (останньому до 1789 року) третій стан запропонував резолюцію, яка твердила, що «немає влади ні духовної, ні від світу цього, вищої, ніж королівство». Це була декларація революційного монархізму.
У 1625 році гранди знову взялися за своє. Губернатори провінцій з власними арміями — принц Конде, герцоги Буйон, Лонгвиль, Майенн, Невір — підняли заколот проти центрального уряду. Справжній мотив їх бунту був той же, що завжди, — збільшити владу і багатство аристократії за рахунок корони. Мотивувалося це, як не парадоксально, підтриманням третього стану, а саме — його бажання затвердити божественне право короля на необмежену владу. Це не означає, звичайно, що Конде, ватажок заколоту, дбав про нижчі класи або хотів зміцнення королівської влади. Якщо він підтримав резолюцію третього стану, то лише тому, що таким вчинком міг привернути на свою сторону народ взагалі і протестантів зокрема. Ці останні схвалювали резолюцію з тієї ж причини, з якої Марія Медічі не схвалювала, — бо вона була антипапською. Конде розраховував використовувати силу релігійних забобонів у своїй і своїх друзів боротьбі за владу і гроші.
Заколот почався пізно восени 1615. Бунтівники зібрали армію, уряд зібрав армію. Здавалося, що цього разу війна піде всерйоз. І раптом з'явився отець Жозеф. Зима була надзвичайно важкою, епідемії лихоманки забирали тисячі життів у кожному селищі. Але провінціал Турени здійснював свої інспекційні обходи, як звичайно. І ось в Лудене він несподівано опинився в самому центрі повстання.
Миротворчість входила в обов'язки капуцинів. Не чекаючи вказівок від начальства, отець Жозеф вирішив негайно зустрітися з принцом Конде. Йому було нескладно отримати аудієнцію у принца. Як провінціал ордену він був особою, наділеною деякої владою. Крім того, його молодший брат Шарль дю Трамбле був камергером принца. Його прийняли, він поговорив з Конде, а потім зустрівся з іншими вельможами.

Хакслі писав про це: 
«По праву духовної особи і з пристрасною переконаністю природженого проповідника він благав їх позбавити країну від жахів громадянської війни, повернутися під владу короля. Аристократи висували заперечення, заявляли свої претензії, говорили про свої образи. Проповідник негайно поступився місцем дипломату: тепер з ними заговорив не Ієзекііль, а Тенеброзо-Кавернозо. З чарівною майстерністю і у всеозброєнні прекрасних манер, засвоєних в академії мосьє де Плювінеля, він урезонював їх, улещував; але іноді давав собі волю і висловлювався відверто і без натяків, як дозволено благородній людині в бесіді з рівними. Потім раптово міняв тон і знову перетворювався на монаха-духовидця, який по праву звання може засуджувати неправедні справи навіть вищих властей і застерігати навіть принців про фатальні наслідки в цьому світі і в іншому. Такий був метод переговорів отця Жозефа протягом всієї його кар'єри».
Провівши тиждень з бунтівними губернаторами, отець Жозеф отримав дозвіл вирушити до королеви-матері, що стояла зі своїми військами в Турі, і викласти аргументи заколотників її радникам. Він зробив це, і за порадою папського нунція Марія Медічі призначила його своїм неофіційним представником на переговорах.
Рішельє і отець Жозеф познайомилися, коли капуцин ще займався переважно справами свого ордену, організацією місіонерства, створенням нового жіночого ордена дочок Св. Хреста. Тоді Рішельє ще не входив у королівську раду, а був лише єпископом Люсонським і займався церковними справами.

## Початок співпраці з Рішельє

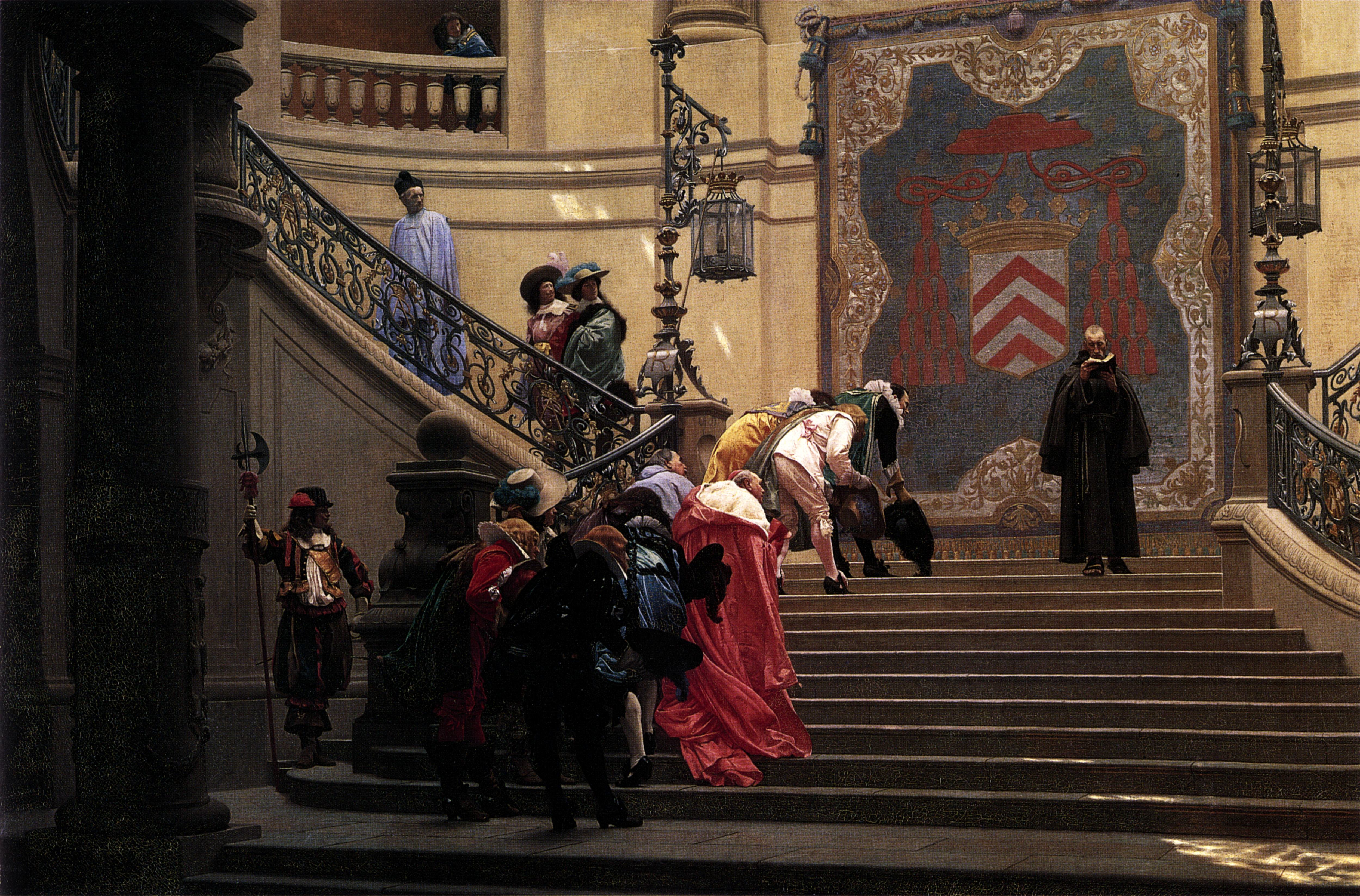
Сіра Велебність картина Жана-Леона Жерома

У переговорах, що закінчилися Луденським миром, отець Жозеф повною мірою проявив свою незвичайну політичну майстерність. Його головним противником у дипломатичній грі був протестант, герцог Буйонський, людина настільки сильна і обдарована, що протягом багатьох років, протистоячи Рішельє, він зумів зберегти майже повну політичну незалежність.

Наприкінці переговорів Буйон дав ченцеві таку характеристику: 
«Ця людина проникає в мої найпотаємніші думки, йому відомо те, чим я ділюся лише з найнадійнішими та обачними людьми; він іде в Тур і повертається, пішки, під дощем, під снігом і градом, в найжахливішу погоду, ніким не помічений. Клянуся, не інакше як диявол мешкає в тілі цього ченця».
Мир, нарешті, завдяки рішучому втручанню отця Жозефа був укладений. Правда Юдейський мир поки нічого не вирішував, аристократи і принци повставали ще багато разів, перш ніж їх остаточно приборкав Рішельє.
Вирішальним цей мир виявився тільки для отця Жозефа. У переговорах з Конде і Буйоном він зарекомендував себе перед владою як майстерний політик. Відтепер він вже ніколи не зможе залишатися виключно місіонером, містиком і священнослужителем, що стояв над цим суєтним світом. Тепер він був агентом впливу всередині цього самого світу.

У Ганото, біографа кардинала Рішельє, можна знайти таке висловлювання: 
«Отець Жозеф був палким патріотом і роялістом. Що народився і виріс в період громадянських війн, він плекав справжню пристрасть до національної єдності, до порядку і до єдиної в той час гарантії обох цих благ — до монархії. Розум перетворив цю пристрасть у релігійний принцип, спираючись на висхідну до хрестових походів віру в божественну місію Франції та на нещодавню доктрину божественного права королів. Перший догмат містився у фразі Gesta Dei per Francos…».
Також Ганото пише:
«…він присвятив себе двом високим цілям, що поглинули його життя, — Богу і Франції, і, завжди готовий працювати і боротися заради того й іншого, він ніколи не відділяв одне від іншого, завжди відгукувався на поклик внутрішнього переконання, що складався в тому, що Франція — знаряддя Промислу, а велич Франції Промислом зумовлена».
У разі істинності цих догматів — а отець Жозеф гаряче в них вірив — очевидно, що його обов'язком було взятися за політичні праці заради короля і вітчизни, якщо його покличуть. Тому що політичні праці, на його думку, були такою ж справжньої волею Бога, як і праці на ниві проповіді, повчання і споглядання.
На релігійній конференції в Лудене 1619 отець Жозеф блискуче вирішує питання внутрішньоцерковного життя, прибираючи неугодні ідеї, віджилі своє. Він, як довірена особа королеви і легат Папи Римського, виступає проти ідей галліканства, які мали підтримку дворянства і Парламенту. Отцю Жозефу вдалося переконати їх у розкольницьких тенденціях галліканства і відмовитися від них.
У 1618 почалася перша загальноєвропейська війна — Тридцятирічна. Тепер, щоб вилити свою ненависть до невірних, отцю Жозефу залишилося тільки писати антитурецьку латинську поему, яку він назвав «Туркіада». Він писав її з 1617 по 1625. Це епічна праця, що складається з 4637 латинських віршів, які були надруковані у двох примірниках. Папа Урбан VIII, володар одного з них, і сам будучи поетом, назвав цей твір «Енеїдою християн».
Після декількох років смути, пов'язаної з малоліттям Людовика XIII, кардинал Рішельє взяв до своїх рук владу у Франції. Основою його дипломатії був пошук так званих «природних кордонів» Франції (за рахунок території Німеччини, до Рейну) і збереження політичної рівноваги. Затятими ворогами Франції і Рішельє були Габсбурги, що розраховували відновити свою владу над Німеччиною. Щоб цього не сталося, Рішельє проводив традиційну політику Франції, підтримуючи протестантських князів проти католика імператора Священної Римської імперії Фердинанда II. У той же час Рішельє не припиняв переслідування французьких протестантів. Отець Жозеф на прізвисько Сіра Велебність став правою рукою всесильного кардинала.

### Переговори з Альбрехтом Валленштейном
Рішельє краще за інших розумів, що поразка протестантів у Тридцятирічній війні, яка з 1618 роздирала Німеччину, призведе до різкого посилення династії Габсбургів. За його дорученням отець Жозеф об'їхав Європу в спробі створити альянс католицьких сил проти Австрії. Однак йому не вдалося головне — привернути на свою сторону Максиміліана Баварського, наймогутнішого з німецьких курфюрстів.
Тоді Жозеф зважується на ризикований крок: він переконує Рішельє шукати союзу не тільки з католицькими, але і з протестантськими державами, причому терміново, адже з виходом з війни Данії поразка німецького протестантизму стає абсолютно очевидною.
Настрої німецьких князів, яких хвилювали не так релігійні питання, скільки власні незалежність і привілеї, були на руку Рішельє. Реальну небезпеку для нього представляв не стільки імператор, скільки авторитет головнокомандувача імперських військ, герцога Альбрехта фон Валленштейна. Ця людина, що розбагатіла в результаті одруження, могла дозволити собі утримувати власне військо. Своїми перемогами імператор був зобов'язаний успішним діям саме особистої армії Валленштейна, тому кожен, хто побажав би послабити абсолютну владу Габсбургів, повинен був в першу чергу виключити з гри Валленштейна.
Для цієї мети Рішельє направив до Німеччини отця Жозефа. Той повинен був будь-якими способами підігріти невдоволення німецьких курфюрстів. Особливий розрахунок був зроблений на майбутній з'їзд німецьких курфюрстів в Регенсбурзі. Характерно, що орден капуцинів звільнив отця Жозефа від усіх обітниць на час, який знадобиться для виконання його місії, однак посланник короля наполіг на тому, щоб йому все ж було дозволено носити рясу і сандалі.
У липні 1630 в Меммінгені сталася зустріч представника французького короля з головнокомандуючим імперії Габсбургів, Можливо, під час цієї бесіди і була вирішена подальша доля Валленштейна. Про конкретний зміст розмови достовірних відомостей не збереглося, але можна з великим ступенем ймовірності припустити, що Валленштейн був надмірно відвертий перед священиком і відкрив йому щось таке, про що варто було б промовчати. Швидше за все, він поділився своїми потаємними намірами заснувати на території імперії власне суверенне князівство.
Біограф отця Жозефа і його сучасник Пер Анж де Мортань свідчить у своїх пізніших записках, що святий отець з крайньою обережністю обговорював з Валленштейном його плани і відповідав на запитання вельми ухильно. Щоб привернути до себе головнокомандувача і не викликати жодних підозр, отець Жозеф посвятив його в нібито секретні плани Франції і повідомив про таємний похід в Палестину для звільнення «Гробу Господнього». Це був, зрозуміло, куди менш важливий секрет, ніж сміливий план самого Валленштейна. 25 липня французька місія з Ульма добралася по Дунаю до Регенсбурга. Отець Жозеф отримує аудієнцію у імператора Фердинанда II. Він докладає весь свій талант проповідника, щоб спростувати чутки про підступи Рішельє проти Габсбургів. Потім святий отець ніби між іншим згадує про свою розмову з Валленштейном і про його зізнання. Слова Жозефа не залишилися непоміченими імператором. Точно такої ж тактики батько Жозеф дотримувався і при відвідуванні курфюрстів. В результаті вони звернулися до імператора зі скаргою на головнокомандувача. Валленштейну ставилося в провину безліч гріхів: і що він утримує занадто пишний і марнотратний двір, і потурання потворним витівкам, які дозволяють собі його солдати, і безсовісні здирства величезних грошових сум, які головнокомандувач нібито зберігає в іноземних банках. Князі не зупиняються навіть перед прямою загрозою: вони заявляють, що готові на союз з католицькою лігою Франції, якщо імператор не піде назустріч їхнім побажанням. Вони примушують Фердинанда прийняти їхні умови: по-перше, утримуватися від будь-якого втручання в справи курфюрстів, і, по-друге, для оголошення війни він обов'язково повинен заручитися їх загальною згодою.
Імперська рада розглядає вимоги курфюрстів, замість того щоб підтягнути війська Валленштейна до Регенсбургу і за допомогою сили чинити тиск на курфюрстів. Імператор поступається князям і підписує наказ про відставку герцога Валленштейна з поста головнокомандувача. Він віддає розпорядження також про скорочення чисельності його армії до 30 тис. чоловік. Таємна місія отця Жозефа, таким чином, завершилася успішно: противник ослаблений.

## Особисті якості отця Жозефа
Фізіономісти визначали на обличчі отця Жозефа явні ознаки маніакальності і страхітливої гордині. Справді, якщо тіара папи чи корона короля дю Трамбле «не світить», то він гордо носитиме все життя грубу сіру хламиду ченця, бавлячись своєю прихованою владою, яка буде кроїти карту Європи. На підтримку версії про неймовірну підступність і мало не садизм деякі дослідники наводять в приклад його брата, який стане ревним комендантом Бастилії. 
«Вражає жадібність сімейства дю Трамбле, яке керувало Бастилією, як власним маєтком. Будучи родичами „сірого кардинала“ отця Жозефа, вважаючи, що їм усе дозволено, комендант і його дружина безжально шантажували ув'язнених, вимагали у них гроші, загалом, діяли так само, як їх патрон — Рішельє, тільки Рішельє керував в'язницею набагато масштабнішою — Францією. Не відставали від коменданта і вартові, його далекі родичі».
"Усе сімейство дю Трамбле — похмуре скопище негідників. А сам отець Жозеф — о, риси садиста у нього на обличчі! А якщо їх немає в його біографії, то тільки тому, що ми її занадто погано знаємо … ".
Кардинал Рішельє придумав для свого старого друга і соратника два прізвиська — Ієзекііль і Тенеброзо-Кавернозо. Обидва прізвиська відмінно характеризують цю складну натуру. Ієзекііль — ентузіаст, візіонер, францисканський проповідник і містик, Тенеброзо-Кавернозо — людина, яка ніколи не розкривається, непроникний дипломат, винахідливий політик. Ці два разюче несхожих персонажа мешкали в одному тілі, і невідповідність їх поєднання була важливою складовою в характері цієї людини.

## Кінець життя
Перший інсульт отець Жозеф переніс у 1638. Хворого отця 13 грудня перевезли в Рюель.
Коли хворий був доставлений в Рюель, Рішельє дивився виставу у своєму театрі. Дізнавшись про прибуття свого друга, причому сильно хворого, кардинал кинув все і наказав, щоб отець Жозеф був зручно розміщений і після побажав його негайно відвідати. У цей момент йому сказали, що капуцина настиг ще один удар і він у забутті.
Рішельє намагався стримати себе, але сльози лилися потоками з його очей. Вірний друг ішов, навіть не сказавши слів напуття, так необхідних кардиналу. Рішельє передали, що останнім словом отця Жозефа до удару, було слово Брайзах.
Рішельє довго благав Господа про або одужання, або легку смерть його найкращого друга. У ці дні кардинал геть забув про власні недуги і разом з лікарями був біля ліжка приреченого ченця.
Кардинал Рішельє писав: 
«Я втрачаю розраду і мого єдиного помічника, мого довіреного і мою підтримку».
Помер отець Жозеф 18 грудня після триденної коми.
У день виголошення надгробної промови, через два дні після меси, Рішельє почув звістку про результати битви під Брайзах.